# Parametry vodních cest v Česku

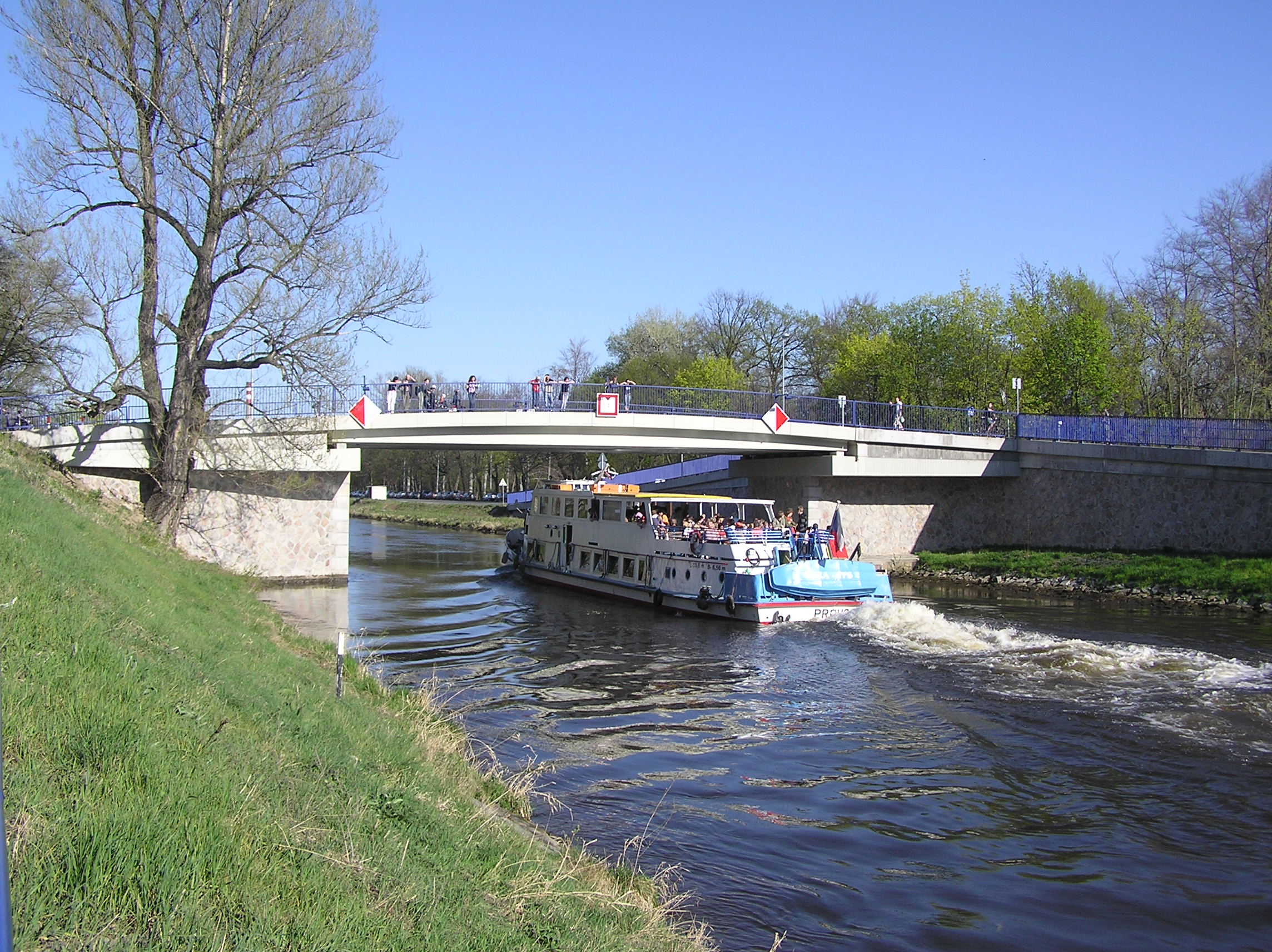
Most přes plavební kanál Podbaba v Praze.

Požadované cílové parametry vodních cest v České republice jsou dány prováděcí vyhláškou Ministerstva dopravy 222/1995 Sb.[nedostupný zdroj] v platném znění, kterou se provádí Zákon o vnitrozemské plavbě 114/1995 Sb.[nedostupný zdroj], a jsou v souladu s Evropskou dohodou o hlavních vnitrozemských vodních cestách mezinárodního významu (AGN), přijatou Českou republikou na základě Sdělení Ministerstva zahraničních věcí 163/1999[nedostupný zdroj].
Dohoda AGN, definuje třídy vodní cesty IV, Va, Vb, VIa, VIb, VIc a VII, přičemž stanovuje pouze minimální požadavky na rozměry plavidla, pro které jsou na vodní cestě dané kategorie podmínky pro bezpečný a plynulý provoz.
Neobsahuje však definici minimálních parametrů plavební dráhy a plavebních objektů takových vodních cest, a stanovení těchto parametrů ponechává na národních legislativách. V České republice se tak děje prováděcí vyhláškou Ministerstva Dopravy 222/1995 Sb. v platném znění, která ve svém § 5 definuje minimální parametry plavební dráhy a v § 6 minimální rozměry plavebních komor pro třídy vodních cest vyskytující se v České republice, tedy regionální třídy 0, I, a mezinárodní třídy IV, Va a Vb.

Takto definované parametry jsou závazné pro nově budované nebo rekonstruované vodní cesty. Skutečné parametry existujících českých vodních cest jsou určeny vyhláškou Ministerstva Dopravy 67/1995 sb. v platném znění. Konkrétně se jedná o přílohy 1 "Nejvyšší povolené hodnoty délky a šířky plavidla a sestav plavidel pro jednotlivé úseky vodní cesty", 2 "Nejvyšší povolené hodnoty ponoru plavidla pro jednotlivé úseky vodní cesty" a 3 "Nejvyšší povolené hodnoty výšky pevného bodu plavidla a sestavy plavidel pro jednotlivé úseky vodní cesty".

## Parametry plavební dráhy
Hlavní určující parametry plavební dráhy jsou její rozměry, tedy šířka, hloubka vody a její zakřivení v obloucích. Dalším významným parametrem je minimální podjezdná výška mostů nad vodní cestou. Přitom šířka ovlivňuje maximální šířku plavidel a jejich sestav nebo dokonce možnost obousměrného nebo pouze střídavě jednosměrného provozu na vodní cestě. Plavební hloubka ovlivňuje ponor plavidel a tím i jejich nosnost a efektivitu provozu, a zakřivení plavební dráhy ovlivňuje maximální povolenou délku plavidel.

### Šířka plavební dráhy
Určuje maximální šířku plavidel nebo jejich sestav, které jsou schopny provozu na dané vodní cestě a mohou se bezpečně minout. V místech ke není možno předepsanou šířku plavební dráhy dodržet je třeba zřídit plavební úžinu se střídavě jednosměrným provozem. Šířka plavební dráhy se měří v hloubce odpovídající ponoru návrhového plavidla. Platí že v řece, ke lze očekávat proudění vody a tedy vyšší nepřesnosti ve vedení plavidla, je požadovaná šířka plavební dráhy vyšší, než v průplavu s klidnou neproudící hladinou. Pro české vodní cesty jsou stanoveny tyto hodnoty:
| Třída    | V řece | V průplavu |
| -------- | ------ | ---------- |
| 0        | 10 m   | 6 m        |
| I        | 20 m   |            |
| IV,Va,Vb | 50 m   | 40 m       |

### Plavební hloubka
Plavební hloubka je součet ponoru plavidla a bezpečnostní marže určující vzdálenost plavidla nade dnem vodní cesty. Platí přitom, že v průplavu je v důsledku omezeného průřezu vodní cesty vyžadována vyšší marže než ve volné řece. To je především kvůli zajištění dostatečného prostoru k zpětnému pohybu vody při pohybu plavidla po hladině, aniž by docházelo k silnému proudění vody a s tím k vychylování plavidel ze směru nebo dokonce přisátí plavidla ke dnu vodní cesty v důsledku sacího efektu. Plavební hloubka určuje ponor a tím i nosnost lodi a tedy i efektivitu jejího provozu. Pro české vodní cesty platí tyto hodnoty:
| Třída    | Přípustný ponor | Bezpečnostní marže | Bezpečnostní marže | Plavební hloubka | Plavební hloubka |
| Třída    | Přípustný ponor | V řece             | V průplavu         | V řece           | V průplavu       |
| -------- | --------------- | ------------------ | ------------------ | ---------------- | ---------------- |
| 0        | 1,2 m           | 0,3 m              | 0,5 m              | 1,5 m            | 1,7 m            |
| I        | 2,2 m           | 0,5 m              |                    | 2,7 m            |                  |
| IV,Va,Vb | 2,8 m           | 0,5 m              | 1,0 m              | 3,3 m            | 3,8 m            |

V případě rekonstrukcí existujících vodních cest, je povoleno aby plavební hloubka v rekonstruovaném úseku odpovídala plavební hloubce úseku navazujícího po proudu vodního toku, i pokud je tato hloubka nižší než minimální plavební hloubka vyžadovaná pro danou třídu. To proto, že plavební hloubku je možno později relativně snadno zvýšit např. prohrábkou dna vodní cesty. U pevných staveb na vodní cestě ( plavební komory, shybky, těsné průplavní úseky) však toto není možné a v těchto případech je proto při rekonstrukci nebo novostavbě požadováno dodržení cílových parametrů. ( viz Střední Vltava, která se buduje na plavební hloubku 1,6 m ale hloubka plavebních komor a lodních zdvihadel je projektována již cílových 2,7 metrů).

### Zakřivení plavební dráhy
Aby se mohla protisměrně plující plavidla, vzhledem ke své značné délce, v obloucích plavební dráhy bezpečně vyhnout je definováno minimální přípustné zakřivení plavební dráhy jakožto minimální poloměr jejího oblouku. Dále je (v § 5 odst. 2) požadováno aby se plavební dráha v obloucích rozšiřovala, v závislosti na délce návrhové sestavy a poloměru oblouku, přičemž velikost tohoto rozšíření není blíže určena.
| Třída | Minimální poloměr oblouku |
| ----- | ------------------------- |
| 0     |                           |
| I     | 400 m                     |
| IV,Va | 650 m                     |
| Vb    | 800 m                     |

### Podjezdná výška mostů
Podjezdná výška mostů nad vodní cestou je definována jako maximální výška pevného bodu konstrukce plavidla, kterou nelze běžnými prostředky na plavidle rozebrat a znovu sestavit, nad hladinou vody. Pro nově budované nebo rekonstruované mosty přes vodní cesty mezinárodního významu platí ustanovení přijaté dohody AGN, přičemž pro regionální vodní cesty není zákonně určena:
| Třída | Podjezdná výška | Podjezdná výška      |
| Třída | Minimální       | pro přepr.kontejnerů |
| ----- | --------------- | -------------------- |
| 0     |                 |                      |
| I     |                 |                      |
| IV    | 5,25 m          |                      |
| Va    | 5,25 m          | 7 m                  |
| Vb    | 5,25 m          | 5,25 m               |

V současnosti je na českých vodních cestách vyhovující podjezdná výška mostů pouze na Dolním Labi od Mělníka po státní hranici, kde dosahuje hodnoty 6,5 m. To umožňuje jak bezproblémovou přepravu nadměrných nákladů tak omezeně přepravu kontejnerů ve 3 vrstvách. Na Vltavě ale dosahuje podjezdná výška nedostatečných 4,5 metrů a na Středním Labi dokonce jen katastrofálních 3,7 metrů, což ekonomické využívání této vodní cesty mimořádně omezuje a je to i hlavní důvod proč se nadměrné náklady ze severomoravských hutí přepravují od Pardubic po Mělník dále než 100 km po silnici paralelně s existující vodní cestou, což export těchto výrobků z velkou přidanou hodnotou značně a zbytečně prodražuje, a způsobuje nepříjemnosti místním obyvatelům a zvýšené opotřebení místních silnic.
Proto jsou v současné době nízké mosty přes Labe a Vltavu rekonstruovány tak, aby jejich podjezdná výška byla minimálně standardních 5,25 metrů a bylo jí možno v budoucnu snadno zvýšit na 7 m. To je plně v souladu s českým právním řádem, protože Labsko-Vltavská vodní cesta je zařazena do třídy IV a Va, přičemž dohoda AGN resp. (zákonná norma 163/1999 sb.) určuje, že vodní cesty třídy Va mají disponovat podjezdnou výškou minimálně 5,25 metrů a pokud mají být použitelné pro přepravu kontejnerů, musí mít podjezdnou výšku minimálně 7 m. Zároveň je pak při rekonstrukcích vodních cest třídy IV nutno zvýšit jejich parametry alespoň na parametry odpovídající třídě Va.
Rekonstrukce je prováděna tak, že pokud to místní poměry umožní, nízké mosty jsou zdvihány rovnou na cílovou podjezdnou výšku 7 metrů (silniční most Poděbrady). Tam kde by to bylo příliš náročné jsou nízké mosty zdvihány pouze na podjezdnou výšku 5,25 m a jsou buď přizpůsobeny k budoucímu snadnému vyzdvižení na cílových 7 metrů (most na Císařský ostrov v Praze) nebo k budoucí instalaci zdvižného zařízení a přestavbě na most zvedací (železniční mosty Nymburk a Kolín).

## Parametry plavebních komor
U plavebních komor jsou určujícími parametry jejich půdorysné rozměry, tedy užitná délka, užitná šířka a hloubka nad záporníkem.
Prováděcí vyhláška Ministerstva dopravy určuje minimální užitné rozměry nově budovaných nebo zásadně rekonstruovaných plavebních komor následovně :
| Třída | Délka x Šířka | Hloubka |
| ----- | ------------- | ------- |
| 0     | 38,4 x 5 m    | 1,5 m   |
| I     | 45 x 6 m      | 3,0 m   |
| IV    | 85 x 12 m     | 3,5 m   |
| Va    | 115 x 12 m    | 4,0 m   |
| Vb    | 190 x 12 m    | 4,0 m   |

Pro vodní cesty vyhovující přepravě kontejnerů je dohodou AGN předpokládáno budoucí zvýšení požadavků na přípustnou šířku plavidla o 7 až 10%. Z toho důvodu jsou všechny v budoucnu plánované novostavby plavebních komor pro třídy Va a Vb již projektovány s užitnou šířkou 12,5 metrů.
Požadované rozměry komor pro třídu 0 prakticky odpovídají existujícím plavebním komorám na Baťově kanále.
Rozměry požadované pro vodní cesty třídy I nejen že vyhovují návrhovým plavidlům pro kategorii I východně od Labe, ale je stanovena rezerva v délce i šířce plavební komory tak, aby byla schopna proplavit plavidlo odpovídající velikostí 1/4 návrhového tlačného člunu pro třídu Va. Tím vyhláška zajišťuje modulární princip v sestavování tlačných sestav, kdy plavení komora třídy Va je plně vytížena tlačnou sestavou čtyř člunů třídy I v sestavě 2x2 s remorkérem. Této třídě odpovídá vodní cesta budovaná na Střední Vltavě.
Rozměry požadované pro třídu IV odpovídají plavebním komorám na Středním Labi. Jejich délka odpovídá mezinárodnímu standardu pro třídu IV, ale díky jejich větší šířce je jimi možno proplavit i samostatný (bez remorkéru) tlačný člun Evropa II určený jako návrhové plavidlo pro sestavu třídy Va.
Rozměry požadované pro třídy Va a Vb odpovídají s 5 metrovou rezervou v délce mezinárodním standardům. S těmito parametry se počítá při plánování nové výstavby a zatím se u nás až na dvě výjimky plavební komory těchto parametrů nevyskytují. Podmínky pro zařazení Dolního Labe do třídy Va jsou totiž splněny díky velkým komorám nestandardních rozměrů a s třídou Vb je počítáno výhledově pro průplav Dunaj-Odra-Labe. Dvě zmiňované výjimky jsou nedávno rekonstruovaná plavební komora v Lovosicích s užitnými rozměry 110x12 metrů a plavební komora v Modřanech s užitnými rozměry 191,5 x 12 metrů.

### Užitná délka

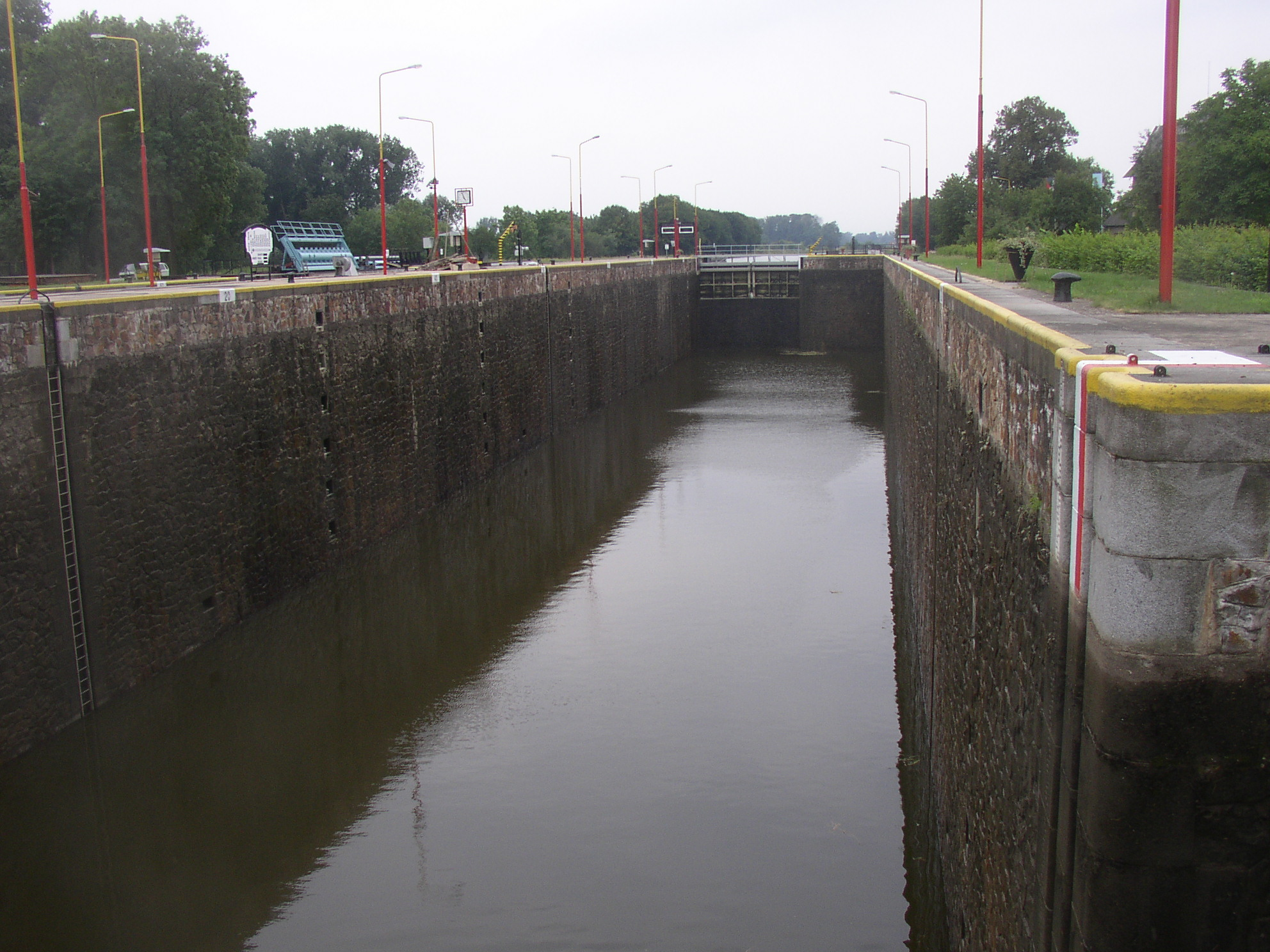
Plavební komora Hořín. Vpravo označení konce užitného prostoru červenobílým pruhem, vlevo patrné 20 metrové délkové značky.

Užitná délka plavební komory je dána vzdáleností jejích horních a dolních vrat, přičemž se měří volný prostor mezi oběma vraty, do kterého při otevírání ani zavírání komory vrata ani jiná její výstroj (ochrana dolních vrat) nezasahují. V Čechách je jeho hranice vyznačena červenobílými svislými pruhy (viz obrázek) na zdech plavebních komor. Stejně tak se na zdi komor vyznačuje i vzdálenost od začátku resp. ke konci užitného prostoru, a to každých 20 metrů. (Údajně podle vzoru plavebních komor na průplavu Trent-Severn). Jako jedinou ze základních parametrů plavebních komor lze užitnou délku plavební komory dodatečně zvětšit její přístavbou s posunutím vrat, což se v Čechách (především na Dolním Labi) také několikrát stalo.

### Užitná šířka

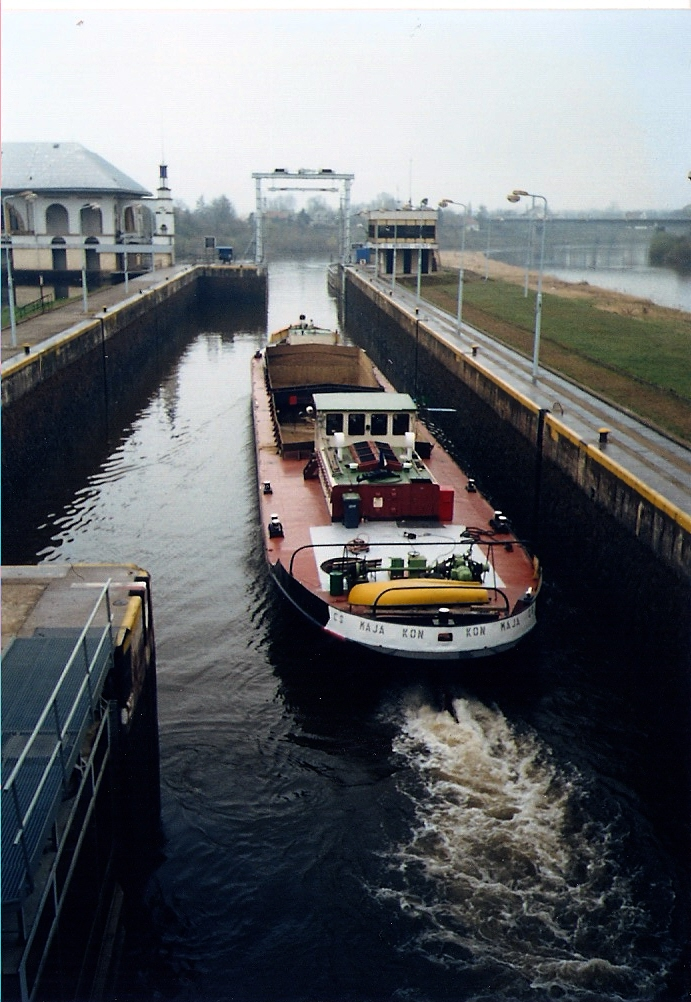
Plavební komora Miřejovice. Vnitřní šířka 20 m, užitná šířka jen 11 metrů.

Maximální užitná šířka plavební komory je limit pro maximální šířku plavidla, které je schopno plavební komorou proplout. Většinou je dána šířkou vjezdových vrat, a to i v případech, kdy je v samotné plavební komoře k dispozici prostor širší (např. velké plavební komory na Vltavě a Dolním Labi před rekonstrukcí).
Užitná šířka je v současnosti hlavní parametr plavebních komor, který omezuje využitelnost celé vodní cesty. Za evropský standard pro vodní cesty mezinárodního významu se považuje minimální užitná šířka 12 metrů a pro vyšší kategorie vodních cest pak 24 a 34 metrů, přičemž již dnes se na velkých řekách vyskytují běžně plavidla s užitnou šířkou standardních 12 metrů překračující.
Zvýšení užitné šířky plavební komory by si vyžádalo prakticky zbourání celé jedné její poloviny a proto je většinou nereálné. U Českých plavebních komor se, s výjimkou Středního Labe, většinou vyskytovala užitná šířka nedostatečných 11 metrů. Na Dolním Labi byl tento problém řešen rozšířením vjezdových vrat velkých plavebních komor na celou jejich šířku (22 metrů), což sice více než bohatě postačuje pro třídu Va a umožňuje řazení českých tlačných člunů po čtyřech do sestav 2x2, ale o pouhých 80 cm nevyhovuje parametrům pro řazení standardních tlačných člunů vedle sebe (22,8 metrů) a tedy zařazení Dolního Labe do kategorie VIa, případně po prodloužení komor i VIb.

### Hloubka nad záporníkem

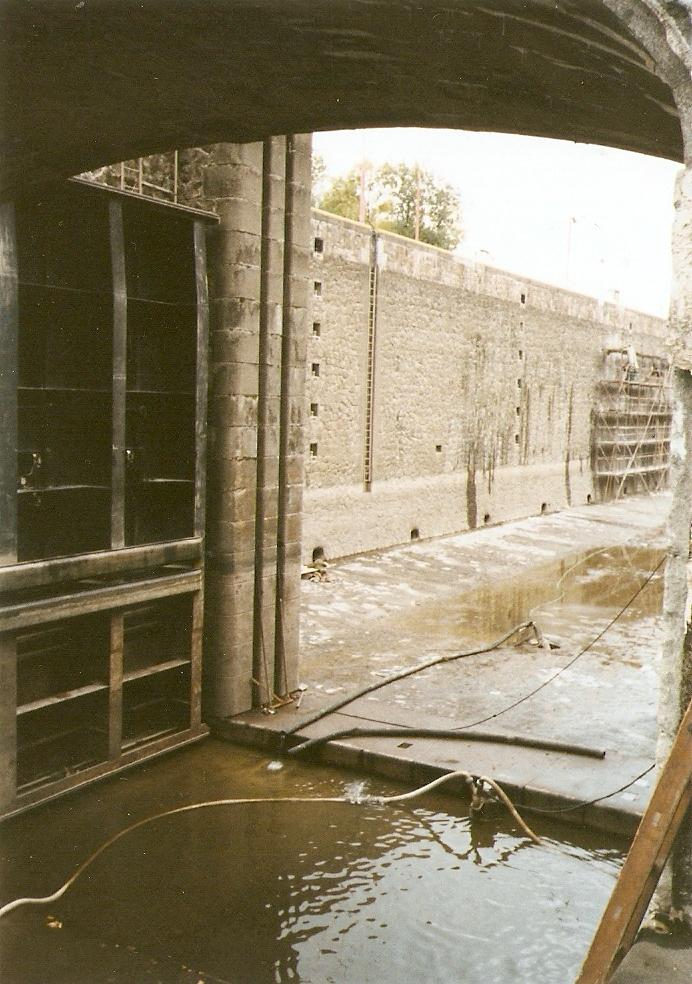
Dolní vrata zahrazené a vyčerpané komory v Hoříně s patrným záporníkem.

Hloubka nad záporníkem je vlastně hloubkou vody nad prahem vjezdových vrat plavební komory. Hloubka nad záporníkem musí být vždy oproti ponoru plavidla mnohem vyšší, aby poskytla dostatečný prostor k zpětnému proudění vody při vplouvání plavidla do uzavřeného prostoru plavební komory. Jedná se opět o limitující parametr, protože dodatečné zvýšení hloubky plavební komory není prakticky možné. Zatímco rozšíření plavební komory by znamenalo zbourání celé její poloviny, prohloubení plavební komory prakticky znamená její kompletní zbourání a na jejím místě vystavění komory nové.
Proto se plavební komory budují vždy na cílovou plavební hloubku, i když v navazující plavební trati je dosažená plavební hloubka mnohem nižší.
Na českých vodních cestách jsou hloubky plavebních komor vyhovující, i když v některých případech nedosahují cílových hodnot požadovaných pro vodní cestu dané kategorie.

## Parametry existujících vodních cest
Výše popsané parametry jsou předepsány pro výstavbu nových a rekonstrukce stávajících českých vodních cest. Skutečné parametry existujících českých vodních cest jsou však určeny vyhláškou Ministerstva Dopravy 344/1991 sb.[nedostupný zdroj] v platném znění, kterou se vydává Řád plavební bezpečnosti, a vyhláškami Státní plavební Správy.
V současnosti (říjen 2009) jsou parametry existujících českých vodních cest určeny takto:
- maximální přípustné rozměry plavidel a jejich sestav
  - určuje plavební vyhláška Státní plavební Správy 2/2005, kterou se mění článek 9.17 Řádu plavební bezpečnosti
- maximální ponory
  - pro Vltavu a Labe centrálně určuje řád plavební bezpečnosti článkem 9.18
  - pro regulovaný úsek Dolního Labe plavební vyhláška Státní plavební Správy 1/2005
  - pro Dolní Labe mezi Lovosicemi a Ústí nad Labem plavební vyhláška Státní plavební Správy 1/1997
  - pro Střední Vltavu plavební vyhláška Státní plavební Správy 6/2000
- minimální podjezdnou výšku
  - pro Vltavu a Labe centrálně určuje řád plavební bezpečnosti článkem 9.19 aktualizovaný plavební vyhláškou 8/2011[nedostupný zdroj]

| Vodní cesta     | Třída | Maximální rozměry plavidla | Maximální rozměry sestavy | Maximální rozměry sestavy | Ponor | Ponor | Podj. výška    |
| Vodní cesta     | Třída | Maximální rozměry plavidla | vždy                      | maximálně                 | min.  | max.  | Podj. výška    |
| --------------- | ----- | -------------------------- | ------------------------- | ------------------------- | ----- | ----- | -------------- |
| Baťův kanál     | 0     |                            | 38 x 5 m                  |                           | 0,8 m | 1,2 m | 2,1 m (3,3 m)  |
| Střední Vltava  | I     |                            |                           |                           | 1,3 m | 2,2 m |                |
| Střední Labe    | IV    | 84 x 11,5 m                | 84 x 11,5 m               | 84 x 11,5 m               | 2,1 m | 2,1 m | 4,7 m (5,25 m) |
| Dolní Vltava    | IV    | 110 x 10,6 m               | 110 x 10,6 m              | 137 x 10,6 m              | 1,8 m | 1,8 m | 4,5 m          |
| Dolní Labe      | Va    | 110 x 11,5 m               | 110 x 11,5 m              | 137 x 23 m 170 x 11,5 m   | 2 m   | 2,2 m | 6,5 m          |
| Regulované Labe | Va    | 110 x 11,5 m               | 110 x 11,5 m              | 110 x 23 m 137 x 11,5 m   | < 1 m | 2,8 m | 6,5 m          |

Poznámka
Pokud hledáte parametry lodi, která se může volně pohybovat po všech uvedených plavebních cestách, pak z výše uvedeného vyplývá následující:
délka 38 m x 5 m šířka, ponor 1,2 m (Baťův kanál) x výška nad hladinou 4,5m - nižší mosty na Vltavě ( 2,1 m na Baťově kanálu vy vysokém stavu, normálně 2,4 m).
Nicméně na Baťově kanále je předpisem omezena délka lodě na 20m.
Převoz lodí na Slapech je omezen na maximální hmotnost lodě 3,5 tuny, délce 8,5 m a šířce 2,6 m. Taková loď je přepravitelná i přes Orlík (šířka je zde max 3m).